# Pisanets (Rusland)
Pisanets (Russisch: Писанец) of Pisanskoje (Писанское) is een plaats (selo) in het stedelijk district van Artjomovski  in de Russische oblast Sverdlovsk, gelegen aan de rivier de Irbit. De plaats ligt op ongeveer 15 kilometer van Artjomovski.
De plaats werd voor het eerst genoemd in 1645. De naam is afkomstig van een pisantsa die werd gevonden op een rots bij de rivier. De eerste inwoners kwamen uit de oejezd van Oestjoezjna (nu oblast Wolgograd). In het midden van de 19e eeuw vormde het dorp het centrum van een volost. In 1926 bestond het dorp uit 299 huishoudens met in totaal 1310 personen. Er bevindt zich nu een onderdeel van de sovchoz Krasnogvardejski ("Rode Garde").
De pisantsa, met de naam Pisany kamen, bestaat uit een loodrechte 8 tot 10 meter hoge rots met tekeningen gemaakt door (onbekende) primitieve volken en heeft de status van natuurmonument. De steen wordt ook wel Irbitski pisany kamen genoemd, daar in de kraj Perm zich ook een soortgelijk monument met deze naam bevindt (die daarom ook wel Visjerski pisany kamen wordt genoemd).